# Krakel Orakel
Krákel Orákel — кооперативна гра для вечірок та малювання від групи розробників 7 Bazis, яка вийшла 2024 року у німецькому видавництві Frechverlag. У 2025 році її було номіновано на престижну нагороду Spiel des Jahres разом з іграми Bomb Busters та Flip 7.

## Тема та компоненти гри
У грі Krakel Orakel гравці намагаються намалювати задані поняття на дошці так, щоб їхні товариші по команді змогли асоціювати малюнок із відповідним поняттям. Дошка має візерунок з нерегулярних пунктирних ліній, які гравець повинен використовувати як основу для свого малюнка. Гравці діють кооперативно, тобто намагаються разом розпізнати всі малюнки та перемогти у грі.
До складу гри, окрім інструкції, входять вісім дошок для малювання, вісім фломастерів та 240 карток зі словами, на кожній з яких по два слова двох рівнів складності.

## Ігровий процес
На початку гри кожен гравець отримує дошку для малювання та фломастер. Картки зі словами перемішуються та кладуться стопкою долілиць у центр столу. Гравці спільно вирішують, чи гратимуть вони з легшими, чи зі складнішими поняттями.
Кожен гравець отримує картку із поняттям, яке має зобразити. Після цього у кожного є 2 хвилини, щоб намалювати («накаракулити») слово на своїй дошці, використовуючи запропоновані пунктирні лінії. Гравець може обрати будь-яку сторону дошки та її орієнтацію; також дозволяється малювати кілька не пов'язаних між собою об'єктів на одній дошці. Заборонено використовувати літери та цифри. Коли гравець закінчує, він повертає дошку так, щоб її бачили всі інші гравці, і кладе свій фломастер під малюнком. Після закінчення часу на таймері всі гравці повинні завершити свої малюнки.
Роздані картки зі словами збираються та доповнюються такою ж кількістю нових карток із колоди. Ці картки перемішуються та викладаються відкрито в центр столу. Тепер по черзі кожен гравець виключає одне поняття, яке, на його думку, не було намальоване, і відповідно перевертає картку. Рішення гравець повинен приймати самостійно, не отримуючи підказок про помилки від інших гравців. Картки, що залишилися, зіставляються з намальованими зображеннями, і кожен гравець оголошує, що він намалював. Усі відкриті картки, для яких немає відповідного малюнка, відкладаються вбік як стопка помилкових карток.
Гра закінчується після чотирьох раундів або якщо в одному з попередніх раундів кількість помилкових карток перевищує кількість гравців. Команда перемагає, якщо після чотирьох раундів вона зібрала не більше помилкових карток, ніж кількість гравців; в іншому випадку команда програє.

## Розробка та відгуки
Гру Krakel Orakel створила група розробників під назвою 7 Bazis, а у 2024 році її випустило німецьке видавництво Frechverlag. Вже наступного року вийшло ще два видання гри.
Гра отримала позитивні відгуки на кількох платформах. Удо Бартш у своєму блозі називає гру «привабливою» та «грою для гарного настрою, навіть якщо зазвичай ви не почуваєтеся комфортно під час малювання». На його думку, запропоновані лінії є «вирішальним компонентом. З одного боку, вони обмежують мою свободу малювання. З іншого — вони також надихають». За словами Гаральда Шраперса, вимога «малювати вздовж заданих та довільних ліній […] не є допомогою». Він критикує «обов'язковий покерфейс», який потрібно зберігати на завершальному етапі, що «якось суперечить ідеї комунікативної гри», але підсумовує: «Той, хто проявить це терпіння, полюбить Krakel Orakel. Тим більше, що захоплення велике, коли група розпізнала багато або навіть усе, і можна пишатися, якщо власні каракулі були правильно зіставлені товаришами по команді з потрібним поняттям».
У травні 2025 року Krakel Orakel разом з іграми Bomb Busters та Flip 7 була номінована на премію Spiel des Jahres. Журі обґрунтувало свою оцінку так:
|  | У «Krakel Orakel» не потрібно вміти добре малювати, натомість потрібно розвивати ідеї. Каракулі піднімають настрій. У плутанині пунктирних ліній творчість часто виникає сама по собі. Гравець відчуває гордість за власний ескіз та визнає роботи інших. Це об'єднує. Група радіє вдалій галереї. |